# Darezhan Omirbayev
Därejan Qarajanulı Ömirbaev (kazajo: Дәрежан Қаражанұлы Өмірбаев), más conocido por la versión rusa de su nombre, Darezhán Omirbáiev (Дарежан Омирбаев), (15 de marzo de 1958, Kazajistán) es un guionista y director de cine kazajo.

## Filmografía

### Director
- Vida (1982)
- Julio (1988)
- Kairat (1992)
- Cardiograma (1995)
- Asesino (1998)
- Carretera (2001)
- Digital Sam in Sam Saek 2006: Talk to Her (2006)
- Shuga (2007)
- Student (2012)
- Reverence (Documental, codirigido con Olga Korotko) (2013)
- Poet (2021)

### Guionista
- Kairat (1992)
- Cardiograma (1995)
- Asesino (1998)
- Carretera (2001)

### Actor
- Extraño (1993)

## Premios y distinciones
Festival Internacional de Cine de Cannes
| Año  | Categoría                | Película      | Resultado |
| ---- | ------------------------ | ------------- | --------- |
| 1998 | Premio Un Certain Regard | Tueur à gages | Ganador   |

Festival de Karlovy Vary
| Año  | Categoría                             | Película       | Resultado |
| ---- | ------------------------------------- | -------------- | --------- |
| 1998 | Premio Don Quijote - Mención Especial | Asesino (1998) | Ganador   |
| 1998 | Globo de Cristal                      | Asesino (1998) | Nominado  |

Festival de Locarno
| Año  | Categoría         | Película      | Resultado |
| ---- | ----------------- | ------------- | --------- |
| 1992 | Leopardo de Plata | Kairat (1992) | Ganador   |
| 1992 | Leopardo de Oro   | Kairat (1992) | Nominado  |

Festival de Venecia
| Año  | Categoría   | Película           | Resultado |
| ---- | ----------- | ------------------ | --------- |
| 1995 | León de Oro | Cardiograma (1995) | Nominado  |

Festival Internacional de Cine de Tokio
| Año  | Categoría           | Película | Resultado |
| ---- | ------------------- | -------- | --------- |
| 2021 | Best Director Award | Poet     | Ganador   |